# 枯葉剤 (紫)
枯葉剤 (紫) (Agent Purple) は、アメリカ合衆国 が ベトナム戦争 で使用した強力な枯葉剤（除草剤）の内の一つのコードネーム。名前は、容器に紫の縞があることに因む。枯葉剤（オレンジ、Agent Orange）を含む、虹枯葉剤（w:rainbow herbicides）の一つ。

## 成分
オレンジ剤と似ており、除草剤 2,4-ジクロロフェノキシ酢酸 (2,4-D) と 2,4,5-トリクロロフェノキシ酢酸 (2,4,5-T) の混合物。
2,4,5-T 製造の副産物として、 2,3,7,8-テトラクロロジベンゾジオキシン（TCDD；ダイオキシン）がエージェント・オレンジ、パープルに含まれていることが判明。
エージェント・オレンジの3倍のダイオキシンを含むといわれる。
枯葉剤散布計画初期（1962年）- 1964年に使用された。